# Данчимост
Данчимост (укр. Данчиміст) — село в Малолюбашанской сельской общине Ровненского района Ровненской области Украины.
До 2020 года входило в Костопольский район.
Население по переписи 2001 года составляло 537 человек. Почтовый индекс — 35030. Телефонный код — 3657. Код КОАТУУ — 5623485402.